# MONSTA X-RAY
《MONSTA X-RAY》（韓語：몬스타엑스레이）是韓國JTBC2電視台的綜藝節目，由MONSTA X出演。節目為MONSTA X團綜，將展現MONSTA X各種不同的各種面貌。